# Krukoviella
Krukoviella là một chi thực vật có hoa trong họ Ochnaceae.

## Loài
Chi Krukoviella gồm các loài: